# Autolykos
Autolykos (latin Autolycus) var i grekisk mytologi en mästertjuv och slug bedragare som härjade på Parnassos sluttningar. Han var son till Hermes och Chione och enligt Homeros Odysseus morfar. Han fick egenskapen att förvandla sig själv och stöldgodset för att undgå att bli ertappad.
Namnet kan även avse den grekiske matematikern Autolykos från Pitane.